# Carex callitrichos
Espèce
Classification phylogénétique
Carex callitrichos est une espèce de plantes du genre Carex et de la famille des Cyperaceae.